# Réserve indienne de Colville
Pour les articles homonymes, voir Colville.

Carte thématique de l'État de Washington. La réserve indienne de Colville est dans le nord-est de l'État.
Parcs nationaux
Monuments nationaux
Zones récréatives
Forêts nationales
Réserves indiennes
Agglomérations
- Cours d'eau, dont le fleuve Columbia

La réserve indienne de Colville (anglais : Colville Indian Reservation), située dans la partie orientale de l'État de Washington, est habitée et gérée par les Tribus confédérées de la réserve indienne de Colville, qui sont reconnues officiellement par les États-Unis. Cette confédération regroupe des descendants de douze tribus amérindiennes.
Le nom de la réserve vient du Fort Colville qui a été nommé d'après un gouverneur de la Compagnie de la Baie d'Hudson nommé Andrew Colville, et qui avait été fondé avant que la région ne soit intégrée aux États-Unis.
La superficie du territoire est de 11 432 km2. Sa population s'élève en 2016 à 7 418 habitants selon l'American Community Survey.

## Localités
- Coulee Dam (en partie seulement)
- Disautel
- Elmer City
- Inchelium
- Keller
- Nespelem
- Nespelem Community
- North Omak
- Okanogan (en partie seulement)
- Omak (en partie seulement)
- Twin Lakes

## Tribus confédérées
Les douze ethnies représentées dans la réserve sont les:
- Colville,
- Wenatchi,
- Chelan,
- Entiat,
- Methow,
- Okanogan,
- Nespelem,
- San Poil,
- Lakes ou Sinixt,
- Moses,
- Palouse,
- Nez Percés.

## Ressources
Les ressources naturelles traditionnelles des peuples de la région, comme le commerce des peaux de castors, sont aujourd'hui supplantées par celles des infrastructures et des commerces modernes. La réserve vit en partie du commerce du bois et de la pisciculture sur le fleuve Columbia et le lac Roosevelt, des retombées du barrage de Grand Coulée et de son lac de retenue, de ses trois casinos, et de la location de bateaux, et plus généralement du tourisme dans ses espaces naturels. Elle n'échappe pas pour autant aux maux endémiques des réserves amérindiennes, chômage, alcoolisme ou drogue.